# Krystyn Lach Szyrma
Krystyn Lach Szyrma (ur. 17 grudnia 1790 w Wojnasach, zm. 21 kwietnia 1866 w Devonport) – polski filozof, pisarz i publicysta, tłumacz, działacz polityczny.

## Pochodzenie i wykształcenie
Urodził się w rodzinie chłopskiej noszącej nazwisko Lach. Jego pradziad przybył do miejscowości Wojnasy najprawdopodobniej w latach 20. XVIII wieku „z jakiejś miejscowości leżącej na Suwalszczyźnie, blisko granicy wschodniopruskiej”. Jego ojciec, Adam Lach, przeszedł na luteranizm. W 1789 roku ożenił się z Katarzyną Heydukówną, córką Wojtka, gospodarza z pobliskiego Marcinowa (dziś gmina Kalinowo). Lach Szyrma otrzymał imię Chrystian, które spolszczył na Krystian, później Krystyn. W latach 1797–1803 uczęszczał do szkółki w rodzinnej wsi. Jak pisze W. Chojnacki, „był dzieckiem żywym i dociekliwym, lubił częste wyprawy do bliskiej i dalszej okolicy, a szczególne zainteresowanie budziły w nim przedhistoryczne grodziska”. Młody Lach bywał zapewne często u swoich dziadków Heyduków w Marcinowie i przechodził wówczas obok odległej stąd o dwa kilometry Góry Marcinowskiej (pod Wierzbowem). O wzniesieniu tym krążyły wśród ludu podania, którymi mały Chrystian na pewno się interesował. „Różne o tej górze między ludem krążą wieści (...)” – pisał później w rozprawie zamieszczonej w redagowanym przez siebie „Pamiętniku Warszawskim Umiejętności Czystych i Stosowanych” (1829). Wychowaniem uzdolnionego chłopca zajął się pastor J.F. Schrage w Wieliczkach, który na swój koszt wysłał go w 1804 roku do szkoły miejskiej w Królewcu, z perspektywą „kształcenia się na pastora”. Tu zaopiekował się chłopcem Ignacy Żegota Onacewicz, który rozbudził w nim świadomość narodową i namówił na studia w Wilnie. Wówczas młody Lach przyjął przydomek Szyrma (od nazwiska znanego na Polesiu rodu szlacheckiego). Gimnazjum ukończył w 1811 roku, potem studia na Oddziale Literatury i Sztuk Wyzwolonych Cesarskiego Uniwersytetu Wileńskiego, gdzie w 1813 roku uzyskał stopień magistra filozofii.

## Praca i kariera naukowa
Z rekomendacji rektora Jędrzeja Śniadeckiego otrzymał posadę nauczyciela domowego u księcia Konstantego Adama Czartoryskiego, który powierzył mu opiekę nad synem Adamem. Przebywając w Sieniawie i Puławach, pod wpływem panującej tam atmosfery, rozpoczął działalność literacką od tłumaczeń autorów starożytnych. Strony rodzinne odwiedził dwukrotnie (pieszo) w 1812 i 1819 roku. Z tego drugiego, przeszło dwumiesięcznego pobytu zachowało się nieco wiadomości w liście Z.D. Chodakowskiego do Łukasza Gołębiowskiego z 13 (25) czerwca 1819 roku: „Do Szyrmy Lacha (ale poczciwego) pisałbym, tylko daremnie, bo on musi być koło Rajgrodu i Bakałarzewa. Zapewne przywiezie mi opisanie tych miejsc i góry jakiejś pięknej, o której mi często wspominał. Kochany to parawan – tłumacząc z ruskiego nazwisko Szyrmy”. To wówczas pewnie zebrał Lach Szyrma materiały do późniejszego artykułu o Górze Marcinowskiej. Napisał w nim: „Lud naokoło osiadły jest polski, mówiący dialektem ludu województwa augustowskiego i całego Mazowsza, i zdaje się być jednego z nim pochodzenia”. Poglądem tym wyprzedził o ponad 40. lat ustalenia historyków: niemieckiego – M. Toeppena i polskiego – Wojciecha Kętrzyńskiego. A dzięki zainteresowaniom etnograficznym znalazł się w gronie prekursorów romantyzmu. Zachował się też opis podróży z 1819 roku autorstwa samego Szyrmy. Umieściła go, podpisując kryptonimem K.L.S., Klementyna z Tańskich Hoffmanowa w swoim czasopiśmie Rozrywki dla Dzieci, przedrukowane później w jej Dziełach 1975 t.5. Niestety, opis urywa się na Węgoborku (Węgorzewie), z którego Szyrma wyruszył pieszo w strony rodzinne. Warto dodać, iż z popularną wówczas pisarką łączył go bliski związek (spotkania, korespondencja). Z 1819 roku pochodzi jego przeróbka Lenory Bürgera. W 1820 roku odbył Lach Szyrma ze swym wychowankiem podróż do Szwajcarii i Wielkiej Brytanii, co pozwoliło mu uzupełnić studia słuchaniem wykładów na Uniwersytecie Edynburskim. W 1821, gdy polscy arystokraci, którym towarzyszył złożyli hojny dar bibliofilski szkockiej Bibliotece Notariuszy w Edynburgu, Lach-Szyrma dołączył do niego kilka cennych książek. W 1823 roku wydał w Edynburgu pracę Letters Literary and Political on Poland... uznaną „za pierwszą w języku angielskim syntezę dziejów kultury i literatury polskiej i słowiańskiej”. Po powrocie do kraju w 1824 roku otrzymał katedrę filozofii na Królewskim Uniwersytecie Warszawskim. Oprócz filozofii wykładał także antropologię, prawo natury i logikę. W 1825 uzyskał doktorat z filozofii. Jego trzytomowe dzieło Anglia i Szkocja. Przypomnienia z podróży... (Warszawa, 1828) zyskało dużą popularność i dało mu członkostwo zwyczajne Towarzystwa Warszawskiego Przyjaciół Nauk.

## Działalność publiczna i emigracja
Podczas powstania listopadowego „samorzutnie” utworzył Gwardię Akademicką, zostając jej dowódcą w stopniu pułkownika. Za zbyt radykalną działalność usunięty został przez Chłopickiego i wysłany z misją Rządu Narodowego do Anglii. Aresztowany na granicy pruskiej, przez kilka tygodni przebywał w więzieniu we Wrocławiu. Po powrocie do Warszawy wstąpił jako ochotnik do korpusu gen. H. Ramoriny, a po jego kapitulacji w Galicji przedostał się do Anglii i osiadł najpierw w Edynburgu, potem w Devonport. Na emigracji należał do konserwatywnego obozu zwolenników A.J. Czartoryskiego. Był jednak przede wszystkim pisarzem i publicystą, członkiem emigracyjnych towarzystw literackich, autorem kilkudziesięciu artykułów o Polsce, tłumaczem na angielski utworów polskich pisarzy i poetów, m.in. Ksiąg narodu i pielgrzymstwa Adama Mickiewicza. Drukował też korespondencje i tłumaczenia z angielskiego w czasopismach polskich, jak „Gazeta Codzienna”, „Gazeta Warszawska”, „Czas”. W 1846 roku uzyskał obywatelstwo angielskie. Zmarł 21 kwietnia 1866 roku w Devonport. Po śmierci Lacha Szyrmy ukazał się jego autobiograficzny Pamiętnik mego życia. Jego synem był Władysław Sommerville Lach-Szyrma (1841-1915), pastor Kościoła Anglikańskiego, pisarz, autor prac dotyczących historii Kornwalii oraz uczestnik ruchu odrodzenia języka kornwalijskiego.